# Roemeens handbalteam junioren (vrouwen)
Het Roemeens handbalteam junioren is het nationale onder-19 en onder-20 handbalteam van Roemenië. Het team vertegenwoordigt het Federaţia Română de Handbal in internationale handbalwedstrijden voor vrouwen.

## Resultaten

### Wereldkampioenschap handbal onder 20
| Wereldkampioenschap handbal onder 20 | Wereldkampioenschap handbal onder 20                  | Wereldkampioenschap handbal onder 20                  | Wereldkampioenschap handbal onder 20                  | Wereldkampioenschap handbal onder 20                  | Wereldkampioenschap handbal onder 20                  | Wereldkampioenschap handbal onder 20                  | Wereldkampioenschap handbal onder 20                  | Wereldkampioenschap handbal onder 20                  |
| Jaar                                 | Resultaat                                             | Wed                                                   | W                                                     | G                                                     | V                                                     | DV                                                    | DT                                                    | DS                                                    |
| ------------------------------------ | ----------------------------------------------------- | ----------------------------------------------------- | ----------------------------------------------------- | ----------------------------------------------------- | ----------------------------------------------------- | ----------------------------------------------------- | ----------------------------------------------------- | ----------------------------------------------------- |
| 1977                                 | 3de                                                   | 6                                                     | 5                                                     | 0                                                     | 1                                                     | 93                                                    | 74                                                    | +19                                                   |
| 1979                                 | Niet deelgenomen aan kwalificatie/niet gekwalificeerd | Niet deelgenomen aan kwalificatie/niet gekwalificeerd | Niet deelgenomen aan kwalificatie/niet gekwalificeerd | Niet deelgenomen aan kwalificatie/niet gekwalificeerd | Niet deelgenomen aan kwalificatie/niet gekwalificeerd | Niet deelgenomen aan kwalificatie/niet gekwalificeerd | Niet deelgenomen aan kwalificatie/niet gekwalificeerd | Niet deelgenomen aan kwalificatie/niet gekwalificeerd |
| 1981                                 | Niet deelgenomen aan kwalificatie/niet gekwalificeerd | Niet deelgenomen aan kwalificatie/niet gekwalificeerd | Niet deelgenomen aan kwalificatie/niet gekwalificeerd | Niet deelgenomen aan kwalificatie/niet gekwalificeerd | Niet deelgenomen aan kwalificatie/niet gekwalificeerd | Niet deelgenomen aan kwalificatie/niet gekwalificeerd | Niet deelgenomen aan kwalificatie/niet gekwalificeerd | Niet deelgenomen aan kwalificatie/niet gekwalificeerd |
| 1983                                 | Niet deelgenomen aan kwalificatie/niet gekwalificeerd | Niet deelgenomen aan kwalificatie/niet gekwalificeerd | Niet deelgenomen aan kwalificatie/niet gekwalificeerd | Niet deelgenomen aan kwalificatie/niet gekwalificeerd | Niet deelgenomen aan kwalificatie/niet gekwalificeerd | Niet deelgenomen aan kwalificatie/niet gekwalificeerd | Niet deelgenomen aan kwalificatie/niet gekwalificeerd | Niet deelgenomen aan kwalificatie/niet gekwalificeerd |
| 1985                                 | 7de                                                   | 8                                                     | 5                                                     | 1                                                     | 3                                                     | 185                                                   | 176                                                   | +9                                                    |
| 1987                                 | Niet deelgenomen aan kwalificatie/niet gekwalificeerd | Niet deelgenomen aan kwalificatie/niet gekwalificeerd | Niet deelgenomen aan kwalificatie/niet gekwalificeerd | Niet deelgenomen aan kwalificatie/niet gekwalificeerd | Niet deelgenomen aan kwalificatie/niet gekwalificeerd | Niet deelgenomen aan kwalificatie/niet gekwalificeerd | Niet deelgenomen aan kwalificatie/niet gekwalificeerd | Niet deelgenomen aan kwalificatie/niet gekwalificeerd |
| 1989                                 | Niet deelgenomen aan kwalificatie/niet gekwalificeerd | Niet deelgenomen aan kwalificatie/niet gekwalificeerd | Niet deelgenomen aan kwalificatie/niet gekwalificeerd | Niet deelgenomen aan kwalificatie/niet gekwalificeerd | Niet deelgenomen aan kwalificatie/niet gekwalificeerd | Niet deelgenomen aan kwalificatie/niet gekwalificeerd | Niet deelgenomen aan kwalificatie/niet gekwalificeerd | Niet deelgenomen aan kwalificatie/niet gekwalificeerd |
| 1991                                 | 5de                                                   | 7                                                     | 4                                                     | 1                                                     | 2                                                     | 161                                                   | 126                                                   | +35                                                   |
| 1993                                 | 5de                                                   | 7                                                     | 4                                                     | 2                                                     | 1                                                     | 185                                                   | 148                                                   | +37                                                   |
| 1995                                 | 1ste                                                  | 8                                                     | 7                                                     | 0                                                     | 1                                                     | 214                                                   | 161                                                   | +53                                                   |
| 1997                                 | 3de                                                   | 7                                                     | 6                                                     | 0                                                     | 1                                                     | 195                                                   | 140                                                   | +55                                                   |
| 1999                                 | 1ste                                                  | 9                                                     | 8                                                     | 0                                                     | 1                                                     | 252                                                   | 178                                                   | +74                                                   |
| 2001                                 | 5de                                                   | 8                                                     | 5                                                     | 2                                                     | 1                                                     | 238                                                   | 211                                                   | +27                                                   |
| 2003                                 | 11de                                                  | 8                                                     | 3                                                     | 1                                                     | 4                                                     | 228                                                   | 213                                                   | +15                                                   |
| 2005                                 | Niet gekwalificeerd                                   | Niet gekwalificeerd                                   | Niet gekwalificeerd                                   | Niet gekwalificeerd                                   | Niet gekwalificeerd                                   | Niet gekwalificeerd                                   | Niet gekwalificeerd                                   | Niet gekwalificeerd                                   |
| 2008                                 | 10de                                                  | 8                                                     | 4                                                     | 0                                                     | 4                                                     | 227                                                   | 230                                                   | -3                                                    |
| 2010                                 | Niet gekwalificeerd                                   | Niet gekwalificeerd                                   | Niet gekwalificeerd                                   | Niet gekwalificeerd                                   | Niet gekwalificeerd                                   | Niet gekwalificeerd                                   | Niet gekwalificeerd                                   | Niet gekwalificeerd                                   |
| 2012                                 | 13de                                                  | 9                                                     | 5                                                     | 0                                                     | 4                                                     | 221                                                   | 216                                                   | +5                                                    |
| 2014                                 | 6de                                                   | 9                                                     | 6                                                     | 0                                                     | 2                                                     | 257                                                   | 238                                                   | +19                                                   |
| 2016                                 | 3de                                                   | 9                                                     | 7                                                     | 1                                                     | 1                                                     | 267                                                   | 198                                                   | +69                                                   |
| Totaal                               | 13/20                                                 | 103                                                   | 69                                                    | 8                                                     | 26                                                    | 2.723                                                 | 2.309                                                 | 414                                                   |

 Kampioenen   Runners-up   Derde plaats   Vierde plaats

### Europese kampioenschappen onder 19
| Europees kampioenschap handbal onder 19 | Europees kampioenschap handbal onder 19 | Europees kampioenschap handbal onder 19 | Europees kampioenschap handbal onder 19 | Europees kampioenschap handbal onder 19 | Europees kampioenschap handbal onder 19 | Europees kampioenschap handbal onder 19 | Europees kampioenschap handbal onder 19 | Europees kampioenschap handbal onder 19 |
| Jaar                                    | Resultaat                               | Wed                                     | W                                       | G                                       | V                                       | DV                                      | DT                                      | DS                                      |
| --------------------------------------- | --------------------------------------- | --------------------------------------- | --------------------------------------- | --------------------------------------- | --------------------------------------- | --------------------------------------- | --------------------------------------- | --------------------------------------- |
| 1996                                    | 5de                                     | 6                                       | 4                                       | 0                                       | 2                                       | 167                                     | 126                                     | +41                                     |
| 1998                                    | 1ste                                    | 6                                       | 6                                       | 0                                       | 0                                       | 170                                     | 145                                     | +25                                     |
| 2000                                    | 1ste                                    | 7                                       | 6                                       | 0                                       | 1                                       | 206                                     | 173                                     | +44                                     |
| 2002                                    | 7de                                     | 6                                       | 3                                       | 0                                       | 3                                       | 146                                     | 130                                     | +16                                     |
| 2004                                    | 5de                                     | 7                                       | 4                                       | 0                                       | 3                                       | 210                                     | 205                                     | +5                                      |
| 2007                                    | 3de                                     | 7                                       | 5                                       | 0                                       | 2                                       | 221                                     | 195                                     | +26                                     |
| 2009                                    | 14de                                    | 7                                       | 2                                       | 0                                       | 5                                       | 179                                     | 205                                     | +26                                     |
| 2011                                    | 6de                                     | 7                                       | 4                                       | 0                                       | 3                                       | 172                                     | 183                                     | -11                                     |
| 2013                                    | 5de                                     | 7                                       | 5                                       | 0                                       | 2                                       | 196                                     | 173                                     | +23                                     |
| 2015                                    | 10de                                    |                                         |                                         |                                         |                                         |                                         |                                         |                                         |
| 2017                                    | 9de                                     |                                         |                                         |                                         |                                         |                                         |                                         |                                         |
| 2019                                    | 5de                                     |                                         |                                         |                                         |                                         |                                         |                                         |                                         |
| 2021                                    | 5de                                     |                                         |                                         |                                         |                                         |                                         |                                         |                                         |
| Totaal                                  | 13/13                                   |                                         |                                         |                                         |                                         |                                         |                                         |                                         |

 Kampioenen   Runners-up   Derde plaats   Vierde plaats